# Земен
Зѐмен (име до 1925 г.: Белово) е град в Западна България, Пернишка област, административен център на община Земен.

## География
Земен се намира в планински район в Югозападна България. Разположен е на 70 км от София, почти по средата между Радомир и Кюстендил. Разположен е на двата бряга на река Струма, в малка котловина, която е преддверие на Земенския пролом, в близост до язовир Пчелина.
Старото му име е Белово. Името Земен е било дадено отначало само на железопътната гара, построена в неговото землище, а през 1925 г. и село Белово е преименувано на село Земен. Предложителите на това наименование са имали предвид да се възроди и запази името на средновековния Землънград, който е съществувал недалеч от мястото на сегашния град Земен в пролома на Струма. От 1974 г. Земен е обявен за град и сега е териториално-административен център на Земенската община от Пернишка област.

### Релеф
Земен се характеризира с много разнообразен релеф – предимно планински. Землището му е оградено от изток и от юг от Риша планина (част от Конявската планина), на запад от Земенската планина и на север от Рудините. Риша планина е най-високата в околността със своя връх – 1442 м, а след нея е връх „Тичък“ (най-високия в Земенската планина – 1294 м) и „Силни връх“, висок 1244 м. Територията на общината е разположена в планинската и полупланинска част на Югозападна България. През землището му протича река Струма. Планините около Земен и горите в тях са значителен фактор за състоянието на климата, водите, птиците и дивите сухоземни животни и всички останали организми.

### Води
Земен е богат на водни ресурси, като с най-голямо значение за региона е река Струма, която в древността е известна под името Стримон. Тя води началото си от Витоша, дълга е 415 км, като 13 км протича през землището на община Земен. Тук в нея се влива Треклянска река и още няколко малки реки. Реката е най-пълноводна през март, а най-маловодна през август. Тя играе голяма роля в живота на хората – използвана е за напояване, пясъчните наноси се използват в строителството. В нея се среща голямо разнообразие от риба, привлича много туристи и рибари от София, Перник, Радомир и от други населени места от района. По своето поречие Струма е създала много живописни проломи, но един от най-живописните от тях е Земенският пролом, за който Константин Иречек е отбелязал, че: „...Донякъде напомня прохода Луг в Залцбурските Алпи“.
Едно тихо, уютно и красиво кътче от Земенската природа е езерото. То се е образувало при строежа на жп. линията, която е пресякла минаващата оттам Струма. То е потънало в разкошна зеленина през по-голямата част от годината.
На 2 километра от гарата е Земенският язовир, който е разположен в много живописна местност в полите на Риша планина. На площ язовирът е от категорията на малките водоеми, но водата му е кристално бистра и чиста, идваща направо от планината.

### Климат
В Земен климатът е умерено-континентален, като планините обуславят и климат с планински характер. Срещат се и температурни инверсии.

### Полезни изкопаеми
В общината широко разпространени са нерудните полезни изкопаеми – варовици, глина, хума, бигор и пр. По поречието на р.Струма и р.Треклянска се намират големи количества глина.

### Растителност
И в двете планини откъм Земен има значителна дървесна, храстовидна и тревиста растителност. По-обрасла с растителност е Риша, а по-оголени и измити са скалите на Земенската планина по билата и наклоните откъм Земен. От дърветата най-много се срещат бук, дъб, ясен, явор, габър и др., заедно с различни видове храсти. По заравнените местности, като полето по поречието на реката, хората садят градини, а високите поляни се използват за пасища.

### Население
Към 2016 година населението на града е 1668 души според НСИ. Изразени силно миграционни процеси през последните години към близките областни центрове и столицата.

## История
В месторазположението на днешния град Земен е имало селище от най-далечната древност, през Средновековието и след него. И макар че са намерени доказателства за съществуването на населено място, те не хвърлят голяма светлина за живота на хората по тези земи.

### Античност
През втората половина на II хил. пр. Хр. в земите на средното течение на р. Струма се заселват траки от племената пеони, агриани и дентелети. Дентелетите населяват земите в Кюстендилско. Илеите основават град Аелеа [Ælea] и се задържат до идването на римляните. Около 429 г. пр.н.е. илеите са подчинени на одриския цар Ситалк (440 – 424 г. пр. Хр.). След неговата смърт леите влизат в съюз с по-силните съседни тракийски племена агриани и пеони. В земеделските земи се е заселило тракийското племе леи през V в пр.н.е. и се е задържало до идването на Римляните. Доказателства за присъствието на тракийски племена в Земенско са находки от монети, оброчни плочки на тракийски конници, накити и останки от керамика/надгробни мраморни плочи на дъщерята на тракийския военачалник Мукатралис, оброчна плоча с изображение на тракийската богиня Бендида, антична статуя с образа на божеството Митра и др. До 45 година земенските земи са влизали в пределите на тракийската селищна система Дентелатика. След падането на Тракия под римска власт земенските земи влизат в пределите на големия градски център Пауталия (днешен Кюстендил). В Късната античност (II – IV век), римляните създават селищна система в пределите на днешния земенски край. Занимавали са се със земеделие, винарство и злато. Голям е броят на римските крепости, съградени на трудно достъпни места. Намерени са останки в римските градища – делви, водопроводи, римски монети /на император Юстиниан/ и плочки, посветени на римски божества. Не са открити писмени сведения за римските селища. В Земенския край са живели славяни от племето стримонции (струмци). В карта на Велбъждска област от Средновековието на територията на гр. Земен е означено селището Беловон.

### Средновековие
През средните векове в Струмския пролом, в преддверието на Велбъжд се е издигала крепостта Землънград. За първи път за нея говори Константин Иречек в „Пътуване по България“. Като описва по неповторим начин хубостите на Земенския пролом, Иречек разказва за интересни исторически събития, станали по тези земи:
| „                              | Тук се отвори великолепен скалист амфитеатър, по чиито склонове пак не липсваха многобройни малки пещери. От десния бряг излиза към югоизток дълъг каменист издатък и накрая му, около 100 м над повърхността на Струма, се белеят върху една мъчно достъпна чука каменни основи на просторно градище. Казват му Земенско кале, целият този непроходим край в теснините на Струма от Белово до Ръждавица се нарича от населението Земен. Това е Землънград, по-често споменаван в южнославянските паметници от XII-XIV век. На запад крепостната стена се спуща много стръмно към реката… | “ |
| Пътуване по България, К.Иречек | |   |

.
В глава 7-а от животописа на сръбския велик жупан Неман от сина му Крал Стефан се споменават известните крепости в Западна България, между които и Землънград.
Не са правени археологически проучвания за Землънград. Въз основа на оскъдни исторически източници все пак са ясни някои моменти от възникването и развитието на Землънград. През втората половина на Х век българската държава е била под непрестанната угроза от нападения от страна на силната Византия. Централната власт на българската държава е била силно отслабнала. Малки са били гаранциите за защитата на земите на местните феодали. Това породило необходимостта всеки феодал сам да мисли и взема отбранителни мерки за защита на своите владения. Тогава в Югозападна България възникват около 35 крепости, между които е и Землънград. Военачалници били самите войводи-българи, които имали собствена войска, набирана от местното население. Те били пълни господари в своите владения и действали самостоятелно за защита на земите и хората си. Известни са пернишкият владетел Кракра, владетелите Ивац, Драгота и др. За земенския владетел не са открити исторически данни, но самият факт, че крепостта е била непристъпно място, затворена в самия Земенски пролом, говори, че тя е била малко известна. Може да се приеме, че Землънград е възникнал едновременно с другите градове-крепости през 969 – 991 г. През 991 г. византийският император Василий II предприел едно от поредните си настъпления срещу България. В продължение на четири години воювал срещу българите и разрушил много от крепостите в Югозападна България. С безпримерен героизъм отстоявали българската твърд Кракра Пернишки и Земенският владетел. Само върху техните 2 крепости не стъпил вражеският крак. При встъпването на цар Самуил на престола, Землънград е бил в разцвета си. През лятото на 1004 г. Василий отново обсадил крепостите Кракра и Землънград, но не успял да ги покори. Оттеглил се безславно. Едва по-късно успява.
Земенската крепост била прочута с богатствата си, но нямала стратегическо значение. Населението на града се занимавало със златарство, като е промивало златоносните пясъци на реките Драговищица и Струма. Крепостните стени са били издигнати върху непристъпни скали и затваряли града, за да запазят живота и богатствата на местните жители. Сред ожесточени сражения през 1018 г. Землънград е разрушен до основи заради дългата и голяма съпротива. Останалите живи защитници след разрушаването на града се укрили в земенските планини. По-късно (около 1185 г.) сред българското население съществувало вече силно настроение срещу византийската власт. Затова се съди по думите на византийския писател Хониат, който пише, че „…българите се държат твърде дръзко с ромеите, тъй като се надявали на своите непристъпни места и се облягали на многобройните си крепости, разположени високо на стръмни скали“.
Може да се предположи, че след оттеглянето на византийците местното българско население отново издигнало крепостни стени и възвърнало живота на града. Непокорният нрав, за който пише Хониат, се отнасял и за жителите на Землънград. Пак у Иречек намираме, че Земенският край, поради хубостите и богатствата си, е привлякъл кръстоносната войска на немския император Фридрих I Барбароса по времето на Третия кръстоносен поход през 1187 г. След създаването на сръбската държава през 1182 г. към земенските земи от запад се насочил нов завоевател. Според Иречек, след Третия кръстоносен поход сърбите нахлули в тези краища, тогава византийски. Великият жупан Стефан Неман, като излязъл от Ниш, където приятелски се срещнал с император Фридрих през зимата на 1189 – 1190 г., разрушил Средец, Перник, Землънград, Велбъжд и други места, но в тях не се задържал. През 1190 г. при едно от настъпленията си българите проникнали дълбоко в долината на р. Струма. През лятото на 1195 г. български войски под командването на цар Асен освободили градовете по струмското течение.
След освобождаването на България от византийско владичество Землънград отново заживял свободно и започнал съзиждане на крепостите си. В продължение на един век градът получил голям разцвет. В края на XIII век сръбският крал Стефан Урош II, наречен още Милотин, завладял Велбъждката област. Границата с България минавала по Конявската планина на около 6 км югозападно от Земен. Землънград станал крайгранична крепост. Затова съдим по стенописите на Земенската църква – единственият запазен исторически паметник от средните векове в този край. Според Иречек „Ктиторът на Земенската църква Деян е бил български болярин, живял по-рано от кумановския владетел Деян. Затова, че ктиторите Деян и Доя, както и художникът, който изписал Земенската църква, са били българи и местни лица, сочат доводите: първо – името Доя е доста разпространено в Югозападна България и според Иречек не се среща в нито един сръбски исторически източник; второ – срещу образите на ктиторите Деян и Доя е изписан образът на големия български светец Иван Рилски; трето – географската отдалеченост на Земен от Куманово.
През 1330 г. българският цар Михаил Шишман тръгнал с 12 000-на войска да защити Велбъждката област и Землънград от сръбско нападение. На 28 юли 1330 г. станала голяма битка между българската войска и войските на сръбския крал Стефан Урош III. Тази битка подробно е описана от съвременниците ѝ – византийските писатели Йоан Кантакузин и Никифор Григора и сръбският архиепископ Данила. Сърбите нарушили сключеното временно примирие и ненадейно нападнали българския стан. В битката е ранен цар Михаил Шишман. Той е пленен и закаран в сръбския стан, където починал.
По-късно градът водил смела борба с отоманските завоеватели. През 1385 г. е разрушен напълно. През вековете е останала само една махала в Земенския пролом – Земенската, която просъществувала през мрачните години на турското владичество до днес. Новият град Земен е наследник на изчезналия Землънград.
Ценен източник за историята на Земен е грамота на цар Иван Александър от 1347 г., в която е записано и село Белица като едно от селата, дарили имоти на Пещерския манастир „Никола Мрачки“. Този исторически факт свидетелства, че в близост до Землънград, в преддверието на Земенския пролом в малка котловина на р. Струма е съществувало с. Белица (Белово). Местната църква „Св. Йоан Богослов“ става известна по-късно като Земенската църква. Царевата махала, западно от р. Струма, построила малка църквица, известна като Писаната. Белово се смята за потомък на Землънград. За първи път в исторически документ името му се споменава в списъка на владенията на Бейлер бей. В документа пише: ”злато от с. Белово“. В подробен регистър на джелепчаните в българските земи от 1576 г., от списъка на кааза Радомир четем: ”…с. Белово – Димитър Николов – 100 овце; Малечко Иван – 30 овце…“ Във владишките списъци на Кюстендилска епархия от втората половина на XVII век е записано и името на с. Белово. Предполага се, че то произхожда от Белован – славянско селище в тези земи. Името идва от известните „беловски къщи“, белосвани с вар. Главен поминък на беловчани е добиването на негасена вар в местните варници, скотовъдство и овощарство. Беловчани са известни и като добри дюлгери, които ходели на гурбет във Влашко и Гърция. В земенските земи закрила са намирали Хайдут Иво, Домшу, Миленко, Ильо Войвода и др. Сподвижник на Ильо Войвода е Захарин Вълчев от с. Белово. В земенските гори е бродил хайдут Георги от Горни Кортен, Кюстендилско, заселил се по-късно в Риша планина. Той станал родоначалник на хайдушката махала. Село Белово активно участва в подготовката на Априлското въстание през 1876 г. Председател на тройния революционен комитет в Радомирско е Зинови Поппетров от с. Враня Стена. Връзка с Комитета е поддържал будният земенчанин Емануил Искренов. Той и Поп Михаил Пешев от с. Пещера са били ръководители на местната революционна чета. Въстанието в Радомирско е провалено от предателство и не избухва. В Руско-турската освободителна война участват няколко опълченци от с. Белово. При избухването на Балканската война пет души от Белово са доброволци в Македоно-одринското опълчение.
Особено ценни източници на информация за Земен през Средновековието са некрополите, крепостните и селищните развалини и останки, разрушени и оцелели църкви и манастири. Въпреки тези многобройни веществени доказателства и паметници, без наличието на писмени сведения и документи не е възможно да се определи и посочи откога съществува селището Белово. Също толкова неясен е и произходът на името „Белово“, въпреки че има много истории за произхода му.
С идването на средните векове, дошло времето на строежи на крепости и отбрана на Белово. Животът и съдбата на това селище и на неговото население били тясно свързани с ролята, която изпълнявал Земенският пролом. При военни конфликти по него прониквали чужди войски, настъпващи към вътрешността на България. При настъпателни походи, проломът е давал възможност за скритото им придвижване и в редица случаи за използването му като удобен изходен пункт. Типичен пример за това е походът на българските войски, предвождани от цар Михаил Шишман за кървавата Велбъждска битка. Поради това още в най-древни времена е било оценено военно-стратегическото значение на Земенския пролом и са изграждани характерните за отделни епохи допълнителни заградителни съоръжения, които са подсилвали естествените му защитни прегради. На много места в пролома и около Земен личат и сега отломките от градежния материал или основите на цели каменни зидове, върху които са се извисявали непристъпни крепости и наблюдателни кули. Със средствата за водене на бойни действия в миналото, тези крепости са били много трудно преодолими от нападателите и удобни за предаване на бързи съобщения. Тези крепости са били съществена съставна част от една цялостна, добре проектирана и изградена система, която е просъществувала от древността до падането на България под османска власт, когато били напълно и завинаги унищожени. От тази система най-големи крепости били „Пирия“ (на вливането на Блатешничка река и Струма), „Орлите“ (на входа на Земенския пролом, на левия бряг на Струма) и, разбира се, известната крепост „Земенско кале“ в дефилето, чиито останки все още стърчат няколко метра над земята, споени с невероятно здрава варова смес. Укреплението стои все още, сякаш неподвластно на времето, в почти същия вид, в който го е видял Константин Иречек при неговите пътувания по България през 1883 година. Тогава той го описва така „...Около 100 метра над повърхността на Струма се белеят, върху една мъничко достъпна чука, каменните основи на просторно градище. Казват го Земенско кале. Целият този непроходим терен край теснините на Струма от Белово до Раждавица се нарича от населението Земен.“
През времето на антивизантийските въстания Земенският пролом останал с важно стратегическо положение и наблизо станали няколко важни битки и освен за защита, служел и като коридор за Българските армии.

### Под османска власт
По времето на османската власт и особено след появата на огнестрелните оръжия, проломът на Струма между Земен и Раждавица загубил предишното си военно-стратегическо значение, но неговата сравнително добра проходимост се запазила. Стопанската му роля се разширила в тази част на Турската империя – той станал най-прекият път за хора и стоки. Селяните от Белово били задължени да оказват съдействие на постовете за охрана в пролома.
Запустяването на средновековната църква и изоставянето на селското гробище около нея подсказват, че вероятно за известно време, по неизвестни за сега причини по времето на османската власт, селото да е било обезлюдявано. След това постепенно дошли нови хора и се заселили отново тук.
По времето на хайдутството в планините около Белово са бродили хайдушките дружини на известни в този край войводи. Някои от техните имена са достигнали до нас, но много са и тези, които историята е забравила. В последните години преди Освобождението дори е направен опит за сваляне на турската власт, но се провалил, защото организаторите са издадени на турците.
Освобождението на България от османска власт предизвикало рязка промяна в Кюстендил и неговите околности. Турското население, чиновници, военни, търговци и полицаи избягали. Освободените българи вече нямало на кого да доставят продуктите от турските имоти. Стоки през прохода вече не се пренасяли. Търговците минавали по новоизградения удобен път Кюстендил – Радомир през Конявската планина. Така близо три десетилетия Белово се оказало в голяма изолация и през това време в него не настъпили осезателни промени. Закътано в полите на обграждащите го планини, откъснато от оживени пътища, опасано и разделено от буйните, през по-голямата част на годината, води на Струма, то продължавало своето идилично съществуване. Активни стопански връзки с околните и по-далечни села не се поддържали.

### Модерна история
Данните от първото преброяване на населението през 1888 г. показват, че Белово имало тогава 681 жители, което го нареждало на 13-о място между 70-те села на Радомирска околия. През 1905 г. жителите му нарастват на 908 души. За пръв път през 1882 година, при извършената териториално-административна реформа, Белово станало общински център.
Едва в началото на века започнали да се създават по-благоприятни условия за икономически подем на Белово. Тогава започнало строителството на шосето до Радомир и строежа на жп. линията София – Гюешево.
През 1904 година е сключена българо-турска спогодба, с която България се задължава да построи жп. линията до Гюешево в срок до 1910 г., а Турция от Гюешево до Куманово в срок до 1912 г. През ноември 1904 парламентът одобрява 100 млн. заем, сключен с Парижко-холандска банка, с част от който трябва да се построи и линията Радомир-Земен-Кюстендил. Българската страна веднага се заела с изпълнение на договора и през 1905 г. е проведен търг за строителството на жп. линия Радомир – Гюешево, с обща дължина 89 км. След подписване на договора с българското дружество, спечелило търга, веднага започва усилено строителство, за което са наети много общи работници от населените места, през които минава трасето на линията. Техническото ръководство, монтажът и другите по-сложни работи по съоръженията се извършвали от италиански фирми. Предвиденият срок за строежа на линията е 3 години – до 1 август 1909 г.
За построяването на линията работят както българи и земляци, така и чужденци. Мостовете и тунелите се правят под ръководството предимно на италианци. Началник на строежа в този участък е бил италианският инженер Клинка, когото местните жители боготворели. Той бил млад, енергичен човек, добродушен, весел и сърдечен, бързо се сприятелявал с хората, обичал да общува с тях, разбирал и български език. Много харесвал местните обичаи и традиции, активно се включвал в тях – пеел български песни и се научил да играе ръченица. Клинка заедно с помощниците и колегите си изграждат девет тунела в скалните маси на извисилите се планински хълмове в Земенското дефиле. ЖП трасето следва турски маршрут от едното време, покрай който сега се наблюдават дивни и пищни горски красоти и останките от средновековните крепости и кули, присъстващи някога по дефилето както и Полско-Скакавишкият водопад – третият по височина в България. При инцидент при строежа загинали няколко италианци, между които и инженер Клинка. В негова памет сега площадът на центъра на Земен носи неговото име.
Съдбоносно за Белово е решението за построяване на железопътна гара в средата на неговото землище. Това е повратен момент в икономическото развитие на селището, от който започва оформянето и утвърждаването му като транспортен и стопански възел, макар и от регионално значение. Железопътната линия прорязала почти по средата беловското землище. Сградите на железопътната станция и нейните кантони стърчали известно време самотни сред полето. Наоколо не е имало никаква къща. През сегашния площад, стълбището и перона на гарата е текла малка рекичка, която по-късно била отклонена. В селото започнали да идват и да отсядат за по-дълго време инженери, техници, предприемачи, търговци, машинисти и други специалисти с по-висока култура и образование от местното население и в общуването му с него, те са му оказвали благотворно влияние. Активирали са се и търговските отношения, увеличили са се работните места.
На 9 август жп участъкът е официално открит от министър-председателя Александър Малинов, министри, инженери, журналисти и представители на местната власт и населението. Оттогава датира и традицията на този ден да се организира събор.
През 1974 г. Земен е обявен за град и днес е териториално-административен център на Земенската община (с още 18 селища) в Пернишка област.

## Спорт
Спортът в града не е чак толкова разпространен. Повече от спортните събития се извършват в местното училище (турнири по футбол, баскетбол, волейбол, пинг-понг и др.). Земен е имал свой отбор. В началото той се е казвал на сръбския партизанин „Ленко“. Отборът, подобно на много отбори, е сформиран от група младежи с любов към футболната игра. Първият отбор е създаден на 25 май 1923 година с разрешение на БФС. Първите екипи на отбора са тениски и гащета с вертикални райета („зебра“) с тъмно син и бял цвят. Първоначално игрището е оградено с ръчно направена ограда и разчертано с вар. Вратите били дървени, а публиката стояла извън загражденията. Бавно но славно отборът започва да печели мачове и точки от „Югозападна аматьорска В група“. Първите 13 сезона се оказват неуспешни за отбора като се класират във втората шестица на първенството. През 1936 година той ударно успява да стане втори и не му достигат само 4 точки за да стане шампион. В следващите 9 години отборът завършва на 2-ро или 3-то място докато не набира сили и през сезон 1945 година не става шампион, но поради края на Втората световна война елиминациите са прекратени. Отборът трябва да изчака още 2 сезона за да вземе шампионската титла. През есента на 1947 година отборът сменя своето име с „Белово“ (което е старото име на града). Същия този сезон той успява да се класира за Б футболна група. На отборът му трябват 18 години за да се класира в първата шестица за своето първенство. Така през сезон 1965 – 66 година отборът успява да се класира за 5-о място в Б група. 4 поредни години трябват на отбора за да се качи по нагоре. Така той дебютира 7 поредни пъти на второ място във Б група. През сезон 1972 – 73 година отборът не му достига 1 точка да стане шампион. Това се поражда от равенството си от ПФК „Велдбъжд“ (Кюстендил) с 4:4. Впоследствие много от футболистите си тръгват и отиват в по-добри отбори и съставът се разваля. Осем поредни години отборът е на ръбът да изпадне от Б група. Но през 1982 година отборът отпада. В края на 80-те години на 20 век се построява скамейка за отбора. Тя има 7 реда („в сектор А“) от които на всеки ред има по 35 седящи места. Тоест около 250 седящи места. От зад има място за около още 200 души с правоседящи места. Тоест някъде около 450 – 500 души могат да гледат мачовете. Секторът е ограден с ниска ограда от всички страни. В началото на 20 век отборът за 3-ти път сменя своето име с ФК „Пирин“ (Земен). Отборът сега е в много лошо финансово положение. Няма ресурси, няма добър отбор. Всичко на стадиона е захабено включително и новопостроената сграда (която била с предназначение там да са съблекалните на отборите и да има по една стая за всеки от футболистите за по-дълъг престой от време). Тревното покритие е захабено и дори има сведения, че хора пускат добитъкът си да пасе там. Седалките са захабени и изпочупени. А на входната врата има плакат на който има емблемата на отборът и с главни букви името на отборът. Годините минават, история на този отбор вече не се помни и се знае от малцина, но това е един доста важен отбор помогнал за развитието на българския футбол. Цялата информация е базирана на стари документи и записи свързани с него и пазени в архивите на отбора в Общината на град Земен.

## Религии
Населението на Земен изцяло принадлежи към източното православие. В района на град Земен е имало през годините пет църкви, като от тях са останали две – съвременната църква и прословутият „Земенски манастир“ с една от най – старите църкви на Балканите, датираща от XI век.

## Обществени институции
- Община
- Младежки дом „Иван Стойнев“
- Пощенски клон
- Поликлиника
- Пенсионерски клуб

- Младежкият дом
- Поликлиниката
- Пенсионерският клуб
- Пощенският клон

## Забележителности
Земенският манастир „Св. Йоан Богослов“ е разположен непосредствено до град Земен на около 17 км от международния път от София за Кюстендил и Гюешево. Намира се в красива местност в полите на Конявската планина, в близост до Земенския пролом по поречието на р. Струма.
В полите на североизточния склон на Риша планина на красива тераса е сгушен уникален бисер – един от най-ценните паметници на Средновековието – Земенският манастир „Св. Йоан Богослов“. До манастира бълбукат кристалните води на голям извор. Намиращ се само на около 80 км от гр. София, близо до гр. Земен в полите на Конявската планина, Земенският манастир омагьосва със своето безвремие и красота. Той не е голям и толкова известен като Рилския манастир или като Бачковския, но също като тях крие неподозирани тайни и съкровища в себе си. В него има магия, история, вяра. На 9 август 1909 г. тържествено се открива жп гара Земен. Много столичани и културни дейци посещават Земенско и откриват уникалността на Земенския манастир, на прекрасните му стенописи, дело на незнаен местен художник от Средновековието.

## Редовни събития
Всяка година през най-близката събота до 24 май се провежда събор на манастир
В деня на Св. Пантелеймон – 9 август 1909 г. се открива жп гара Земен – ключово събитие за развитието на селището. Оттогава съществува една забележителна традиция – на 9 август всяка година се провежда голям събор в Земен, наречен от местните „пантеле“.
През 2003 г. Община Земен основа Общински Кукерски фестивал и всяка година, в началото на Великденските пости се провежда неговото издание. Дефилират всички села в общината. Този фестивал е уникален по рода си и показва изключително запазени етнографски традиции, автентични костюми и маски, които могат да бъдат видяни само в района на гр. Земен

## Личности
- Зинови Поппетров – възрожденец, виден български революционер, учител и общественик;
- Йордан Земенски – основоположник на пчеларската просвета в България, дългогодишен учител, виден общественик, кмет на Земен;
- Свещеник Янаки Митев;
- Симеон Арнаудов – земенски общественик и дългогодишен кмет;
- Елена Карамихайлова – видна българска художничка, признат майстор на женския портрет;
- Ангел Велчев – български учен, географ – професор по георгафия и един от основоположниците на ландшафтознанието в България;
- Петър Петров – именит български бас, покорил световните оперни сцени в Италия, Испания, Австрия, Белгия и други;
- Димитър Делийски (1933 – 3 юни 2012) – художник и творец, майстор на пейзажа;[3]
- Асен Арсов – дългогодишен учител и автор на множество очерци и хроники за Земен;
- Юлиана Томова (р. 1966) – журналист и издател на списание „Български дипломатически преглед“.[4]

## Други
На Земен е наречена улица в квартал „Подуяне“ в София (Карта).